# Верхняя Маза (Воронежская область)
Верхняя Маза — посёлок Верхнехавского района Воронежской области.
Административный центр Верхнемазовского сельского поселения.

## География
Посёлок Верхняя Маза находится на удалении 78 км от Воронежа и 23 км от районного центра села Верхняя Хава.

### Улицы
- ул. 50 лет Октября,
- ул. Анищенкова,
- ул. Заречная,
- ул. Кирова,
- ул. Ленина,
- ул. Первомайская.

## Население
| 1859 | 1897  | 2000 | 2005 | 2010 |
| ---- | ----- | ---- | ---- | ---- |
| 1008 | ↗1554 | ↘617 | ↘560 | ↘448 |